# La Dix-neuvième victime
La Dix-neuvième victime est le premier épisode de la série de bande dessinée L'Esprit de Warren.

## Personnages
- Jonathan Rowland : jeune homme, il habite Brooklyn. Adolescent, il a croisé la route d'un jeune indien se présentant comme la réincarnation de Warren Wednesday.
- Warren Wednesday : leader halluciné d'un groupe d'indiens navajos. Condamné en 1967 à la chambre à gaz pour le massacre du cinéaste Henry Chrisler et de toute sa famille.
- Heather et Stanley O'Connor : amis d'enfance de Jonathan. Ce sont les enfants du shérif de Red Rock
- Holly Allen : habite le même immeuble que Jonathan à Brooklyn, ils sortent ensemble. Belle fille, toujours en casquette et salopette, elle fabrique des automates, surdouée de l'électronique.
- Emmet Saxon : ancien gouverneur de Californie. Enlevé, retenu prisonnier deux mois en plein désert. Il meurt asphyxié par des gaz d'échappement, il ne pèse plus que 40 kilos. Le crime est signé WW.
- Mr Coleman : voisin de Jonathan à Brooklyn. Il se déguise en père Noël chaque année, possède un chat blanc incontinent : Flocon.

## Synopsis
Brooklyn, Noël 1992. La télévision annonce la mort d'Emmet Saxon. Jonathan Rowland rentre chez lui et croise un clochard bien excité qui le suit. L'homme réussit à pénétrer dans l'immeuble, il tue Mr Coleman, un voisin, s'empare de sa tenue de père Noël et de son chat qui ne le quittera plus. Ainsi déguisé, il se fait passer pour lui et parvient à approcher Holly et Jonathan. Il blesse Holly et se fait reconnaître par Jonathan. Il s'appelle Warren. Ils ont rendez-vous depuis dix ans, avec cet ultime crime, sa vengeance s'arrête. Elle aura pris vingt cinq ans.
Jonathan reprend connaissance à l'hôpital. À ses côtés, Warren lui explique qu'il n'a pu se résoudre à le tuer, sans lui et sa quête de vengeance perpétuelle, il n'est plus rien. Après de nouveaux meurtres (un policier et un médecin), il réussit à quitter les lieux. Sur son lit d'hôpital, Jonathan révèle à un policier ce qu'il tait depuis des années.
En 1981, Jonathan a 14 ans et des amis Stanley et Heather O'Connor. Leur père est le shérif de la ville, sa femme vient de le quitter. Il maltraite ses enfants, viole et séquestre Heather. Stanley réussit à s'échapper et rejoint Jonathan. Ensemble, ils sont témoins du meurtre du gardien de la casse par un jeune indien. Le garçon, blessé leur demande de l'aide, ils acceptent et le recueillent dans leur cabane. Guéri, il leur explique qu'il est la réincarnation de Warren Wednesday, condamné à mort en 1967. Il est revenu pour éliminer ses bourreaux : le gardien faisait partie des jurés, le gouverneur Saxon a refusé sa grâce.
Le cadavre du gardien est découvert, le shérif organise une battue. Jonathan pense que le moment est venu de se débarrasser de lui. Il le conduit à la cabane, Warren menacé, tue le shérif avant d'être arrêté. Emmené par la police, il jure de se venger des garçons qui l'ont dénoncé. Heather est retrouvée prostrée et muette, elle est placée dans une institution pour y être soignée. Six semaines plus tard, Warren s'évade de prison et tue Stanley comme il l'avait promis.